# بي بي سي الرومانية
بي بي سي الرومانية هي قسم اللغة الرومانية في راديو بي بي سي لرومانيا ومولدوفا. وبثت منذ 2004 على موجتها الخاصة (فقط في بوخارست 88 أف أم وكيشيناو 97.2 وتيميشوارا 93.9 أف أم.) وقبل ذلك كان يعاد بث إشارتها على محطات إذاعية محلية في شراكة مع بي بي سي الرومانية. وفي 25 يونيو 2008 أعلنت بي بي سي أنها ستغلق خدمة اللغة الرومانية بعد 69 عاما من البث بداية من 1 أغسطس 2008.

## وصلات خارجية
- بي بي سي الرومانية في رومانيا
- بي بي سي الرومانية في مولدوفا

‌